# Kolkpravis
De kolkpravis is in de Star Wars filmsaga de naam van de strijdmacht van de planeet Kalee tijdens de Huk-oorlogen.
De kolkpravis bestaat uit brigades van Kaleeshe soldaten onder het bevel van een Khan van de Izvoshra, de elite van Generaal Grievous. De kolkpravis voert verscheidene aanvallen en tegenaanvallen uit in de Huk-ruimte.